# كارميت
كارميت هي مستوطنة بشرية تقع في صحراء النقب شمال إسرائيل تتبع إدارياً المنطقة الجنوبية، تأسست عام 2005 من قبل المهاجرين اليهود القادمين من أمريكا الشمالية.